# Sádky (Volfířov)
Sádky (deutsch Kopalu, auch Satky) ist eine Grundsiedlungseinheit der Gemeinde Volfířov (Wolfers) in Tschechien. Sie liegt neun Kilometer nordwestlich von Dačice (Datschitz) und gehört zum Okres Jindřichův Hradec.

## Geographie
Die Ansiedlung Sádky befindet sich am Fuße der Javořická vrchovina und wird vom Bach Řečický potok durchflossen. Nördlich erheben sich der Kopalov (593 m n.m.) und der Bradlo (672 m n.m.), im Nordosten die Hora (664 m n.m.), östlich der Štěpánov (600 m n.m.) und die Lopata (645 m n.m.), im Südosten der Mysletický pahorek (581 m n.m.), südlich der Holý vrch (625 m n.m.), im Südwesten der Řečický vrch (639 m n.m.), westlich der Pahorek (643 m n.m.) sowie im Nordwesten der Hradisko (760 m n.m.), die Horka (732 m n.m.) und der Hřeben (675 m n.m.). Südlich verläuft die Staatsstraße II/408 zwischen Dačice und Studená. Sádky liegt im Naturpark Javořická vrchovina; die in dem ausgedehnten Waldgebiet nordwestlich des Ortes gelegenen und ursprünglich dem Řečický potok zufließenden Quellen Studánka Královna, Královna I, Heřmánka, Hadravská studánka I und II und U Pstruhove sind gefasst und dienen der Trinkwasserversorgung der umliegenden Ortschaften und eines Teils von Dačice. In der näheren Umgebung von Sádky liegen mehrere Teiche: der Pstruhovec und der Hadravy am Řečický potok, der Hladov an einem linken Zufluss zu demselben sowie der Bukovský rybník bei Bukovská.
Nachbarorte sind Praskolesy im Norden, Olší im Nordosten, Kostelní Myslová und Mysletice im Osten, Zadní Vydří und Víska im Südosten, Řečice im Süden, Bukovská im Südwesten, Velká Lhota im Westen sowie Poldovka und Sumrakov im Nordwesten.

## Geschichte
Das Tal des Řečický potok oberhalb von Rötschitz war bis zum Ende des 18. Jahrhunderts kaum besiedelt; nach der Josephinischen Landesaufnahme befand sich an der Stelle von Sádky lediglich ein einsames Haus. In der ersten Hälfte des 19. Jahrhunderts entstanden zwei Rotten, die in der Franziszeischen Landesaufnahme mit Kopalu und Lisek bezeichnet sind. Beide Rotten waren nach Rötschitz konskribiert. Ein Großteil der Bewohner waren Protestanten Helvetischen bzw. Augsburgischen Bekenntnisses, die zur Pfarrgemeinde Groß-Lhota gehörten. Grundherren waren zunächst die Freiherren Lipowsky von Lipowitz, die das Gut Rötschitz 1830 an den Besitzer der Herrschaft Datschitz, Karl Anton von Dalberg, veräußerten. Katholischer Pfarrort war Wolfirsch. Bis zur Mitte des 19. Jahrhunderts blieben beide Rotten der Herrschaft Datschitz untertänig.
Nach der Aufhebung der Patrimonialherrschaften bildeten Kopalu und Lisek ab 1849 Ansiedlungen der Gemeinde Řečice / Rötschitz im Gerichtsbezirk Datschitz. Ab 1869 gehörten beide Rotten zum Bezirk Datschitz. Nach dem Zusammenbruch der k.k. Monarchie wurde die Ansiedlungen 1918 Teil der neu gebildeten Tschechoslowakei. Beim Zensus von 1921 wurden Kopalov und Lísek als Häusergruppen der Gemeinde Řečice / Rötschitz aufgeführt, eine separate Datenerfassung erfolgte nicht. In den 1920er Jahren erhielten beide Ansiedlungen neue tschechische Namen: aus Kopalov wurde Sádky und Lísek zu Bukovská. Zwischen 1939 und 1945 waren Sádky und Bukovská Teil des Protektorats Böhmen und Mähren. Nach dem Ende des Zweiten Weltkrieges wurden beide Ansiedlungen wieder Teil der Tschechoslowakei. Mit Beginn des Jahres 1961 wurden Sádky und Bukovská zusammen mit Řečice dem Okres Jindřichův Hradec zugeordnet. Im Dezember 1970 wurden Sádky und Bukovská zur Grundsiedlungseinheit Sádky zusammengefasst. Zum 30. April 1976 erfolgte die Eingemeindung nach Volfířov. Im Jahre 2001 lebten in Sádky 31 Personen. Beim Zensus von 2011 hatte Sádky wiederum 31 Einwohner.

## Ortsgliederung
Die Grundsiedlungseinheit Sádky gehört zum Ortsteil Řečice der Gemeinde Volfířov. Sie besteht aus den Ansiedlungen Sádky und Bukovská. 
Sádky ist Teil des Katastralbezirks Řečice.

## Sehenswürdigkeiten
- Steinernes Wegkreuz an der Hauptstraße unterhalb des Dorfteiches in Sádky
- Haus Nr. 65 in Bukovská